# Dicoryphe angustifolia
Dicoryphe angustifolia là một loài thực vật có hoa trong họ Hamamelidaceae. Loài này được Tul. miêu tả khoa học đầu tiên năm 1857.